# André Breton
André Breton (Tinchebray, 19. veljače 1896. – Pariz, 28. rujna 1966.), francuski pjesnik i kritičar.
Glavni je teoretičar nadrealizma, koji je ustrajao na prvotnoj liniji, raskrstivši s većinom svojih negdašnjih prijatelja.
Prvu zbirku pjesama Brdo smjernosti objavio je 1919. godine, a iste je osnovao s Louis Aragonom i Philippe Soupaultom reviju Litterature, u kojoj je 1921. tiskan njegov glasoviti nadrealistički tekst Magnetički prostori, pisan zajedno sa Soupaltom. Godine 1924. objavio je prvi nadrealistički manifest. Ograđuje se 1936. godine od marksističke struje u pokretu, a 1941. godine sklanja se u Ameriku, nakon što je Petainova cenzura zabranila njegovu Antologiju crnog humora. U Pariz se vraća 1946. godine, a sljedeće organizira međunarodnu izložbu nadrealizma.

## Djela
- Nadja
- Luda ljubav
- Magična umjetnost
- Izgubljeni koraci

## Književnost
Volker Zotz: André Breton. Préface de José Pierre. Édition d'art Somogy, Paris 1991, ISBN 2-85056-199-1.